# ان‌جی‌سی ۳۲۰
ان‌جی‌سی ۳۲۰ (انگلیسی: NGC 320) نام یک کهکشان مارپیچی در صورت فلکی نهنگ است.